# Fabiana Claudino
Fabiana Marcelino Claudino, född 24 januari 1985 i Belo Horizonte, är en brasiliansk volleybollspelare. 
Claudino hade en lång och framgångsrik karriär med bland två OS-guld (vid OS 2008 och 2012), sju vunna FIVB World Grand Prix och sex sydamerikanska mästerskap.
Claudino avslutade sin spelarkarriär 2024 då hon istället blev internationell ambassadör för klubben LOVB Atlanta.